# Bertie Auld
Bertie Auld (23. března 1938, Glasgow – 14. listopadu 2021, Glasgow) byl skotský fotbalista, záložník. Po skončení aktivní kariéry působil jako trenér.

## Fotbalová kariéra
Ve skotské lize hrál za Celtic FC a Hibernian FC, nastoupil ve 193 ligových utkáních a dal 56 gólů. V anglické lize hrál za Birmingham City FC, nastoupil ve 125 ligových utkáních a dal 26 gólů.
V Poháru mistrů evropských zemí nastoupil v 20 utkáních a dal 1 gól, v Poháru vítězů pohárů nastoupil ve 2 utkáních, v Poháru UEFA nastoupil ve 4 utkáních a dal 1 gól a v Interkontinentálním poháru nastoupil ve 2 utkáních. V letech 1966 až 1977 získal s Celtikem 6 mistrovských titulů v řadě a v roce 1967 vítězství v Poháru mistrů evropských zemi. Za reprezentaci Skotska nastoupil v roce 1959 ve 3 utkáních.

## Ligová bilance
| Ročník                   | Zápasy | Góly | Klub               |
| ------------------------ | ------ | ---- | ------------------ |
| 1. skotská liga 1955/56  | 0      | 0    | Celtic FC          |
| 2. skotská liga 1956/57  | 15     | 8    | Dumbarton FC       |
| 1. skotská liga 1957/58  | 2      | 0    | Celtic FC          |
| 1. skotská liga 1958/59  | 34     | 0    | Celtic FC          |
| 1. skotská liga 1959/60  | 20     | 3    | Celtic FC          |
| 1. skotská liga 1960/61  | 15     | 4    | Celtic FC          |
| 1. anglická liga 1961/62 | 38     | 5    | Birmingham City FC |
| 1. anglická liga 1962/63 | 36     | 9    | Birmingham City FC |
| 1. anglická liga 1963/64 | 34     | 10   | Birmingham City FC |
| 1. anglická liga 1964/65 | 17     | 2    | Birmingham City FC |
| 1. skotská liga 1964/65  | 13     | 10   | Celtic FC          |
| 1. skotská liga 1965/66  | 17     | 8    | Celtic FC          |
| 1. skotská liga 1966/67  | 22     | 7    | Celtic FC          |
| 1. skotská liga 1967/68  | 18     | 5    | Celtic FC          |
| 1. skotská liga 1968/69  | 13     | 1    | Celtic FC          |
| 1. skotská liga 1969/70  | 18     | 5    | Celtic FC          |
| 1. skotská liga 1970/71  | 5      | 0    | Celtic FC          |
| 1. skotská liga 1971/72  | 11     | 3    | Hibernian FC       |
| 1. skotská liga 1972/73  | 0      | 0    | Hibernian FC       |
| CELKEM 1. skotská liga   | 193    | 56   |                    |
| CELKEM 1. anglická liga  | 125    | 26   |                    |

## Trenérská kariéra
Trénoval Hibernian FC.